# Basingstoke and District Football League
Basingstoke and District League là một giải bóng đá Anh, có 2 hạng đấu, cao nhất là Premier Division, góp đội cho Hampshire Premier League và nằm ở Cấp độ 13 trong Hệ thống các giải bóng đá ở Anh.

## Các câu lạc bộ mùa giải 2015-16
Premier Division
- Basingstoke Athletic
- Basingstoke Labour
- DJS Telecoms
- Hampshire Irons
- Hook
- Overton United 'A'
- Sherborne St. John
- Tadley Calleva 'A'
- Twentyten

Division One
- AFC Aldermaston 'A'
- AFC Berg
- Basingstoke Athletic Dự bị
- Basingstoke United
- Bounty United
- Herriard Sports
- Overton United 'B'
- TDI Group
- Tron
- Winklebury Wizards